# 梅爾巴 (愛達荷州)
梅爾巴（英語：Melba）是一個位於美國愛達荷州坎寧縣的城市。

## 地理
梅爾巴的座標為43°22′25″N 116°31′45″W / 43.37361°N 116.52917°W，而該地的平均海拔高度為813米（即2667英尺）。

## 人口
根據2010年美國人口普查的數據，梅爾巴的面積為1.05平方千米，當中陸地面積為1.03平方千米，而水域面積為0.02平方千米。當地共有人口513人，而人口密度為每平方千米488.57人。